# E (текстовый редактор)
E — текстовый редактор, разработанный в Stanford AI Lab (Стэнфордский университет) в 1970-х годах для операционных систем Twenex и Tenex.
E был одним из первых WYSIWYG-редакторов 1970-х. Ричард Столлман посетил Stanford Artificial Intelligence Lab в 1976 году и был весьма впечатлен его возможностями. Вернувшись в MIT, он реализовал подобный хак в текстовом редакторе TECO в дополнение к комбинированному режиму показа и редактирования под названием «Control-R»